# Timon (jáhen)
Svatý Timon je jeden z prvních diakonů (jáhnů) rané církve a mučedník.
Podle tradice byl jedním ze Sedmi jáhnů, kteří se měli starat o Jeruzalémskou církev. To je zmíněno ve Skutcích apoštolů (6:1-6); dalšími zvolenými jáhny byli ještě Štěpán, Filip, Prochorus, Nikanor, Parmenas a Mikuláš. Později se stal biskupem města Bosra. Zemřel mučednickou smrtí, byl vhozen do rozžhavené pece.
Pozdější východní tradice jej řadí mezi 70 společníků Ježíše Krista.
Jeho svátek připadá na 19. dubna.